# Station Parijs-Bastille

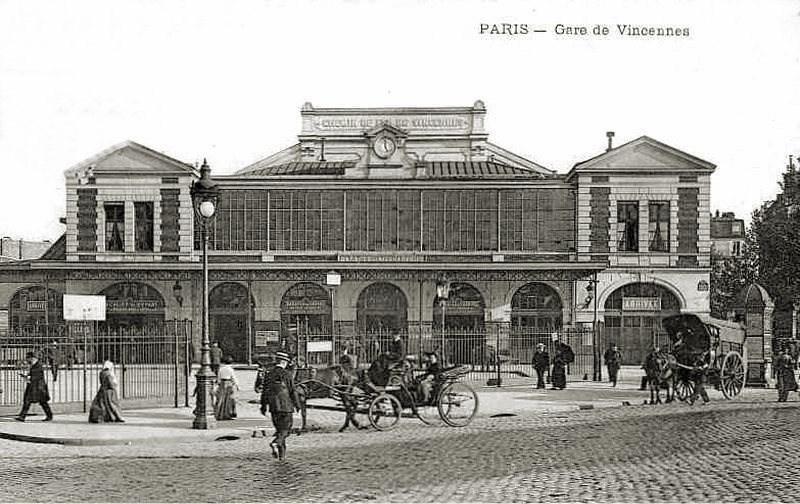
Gare de la Bastille, voorzijde

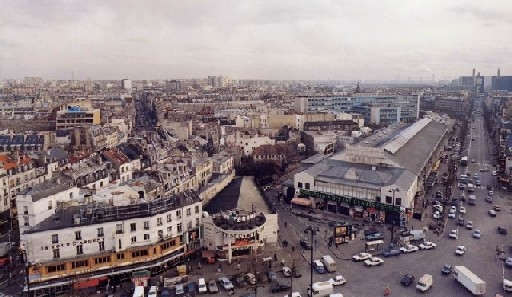
Gare de la Bastille (rechts) vanuit de lucht

Station Parijs-Bastille (Frans: Gare de Paris-Bastille) ook Station Parijs-Vincennes (Frans: Gare de Paris-Vincennes) was een spoorwegstation in Parijs. Het lag in het 12e arrondissement aan het Place de la Bastille, tussen de rue de Lyon en de rue de Charenton.
Dit kopstation werd op 22 september 1859 geopend en vormde het beginpunt van een spoorweg naar Vincennes, die in 1859 werd verlengd naar La Varenne en in 1874 naar Brie-Comte-Robert en Verneuil-l'Étang, met een aansluiting naar Mulhouse.
Op 14 december 1969 werd het Gare de la Bastille buiten gebruik gesteld, en op 14 december 1974 werden delen van het spoorwegtraject opgenomen in de RER A. Het stationsgebouw werd voortaan gebruikt voor het houden van tentoonstellingen.
In november 1984 werd begonnen met de sloop van het gebouw, omdat het plaats moest maken voor de Opéra Bastille. Op het spoorwegviaduct werd later een park aangelegd, de Promenade plantée.